# Vinodolski zakon
Vinodolski zakon, také Vinodolski zakonik, je nejstarší právní dokument v chorvatské historii, pochází z roku 1288. Zákoník je psán hlaholicí. Poprvé jej vydal roku 1843 chorvatský filolog Antun Mažuranić. Roku 1988 vyšlo péčí Josipa Bratuliće nové kritické vydání.